# 王勤 (成化進士)
王勤（？—？），字克勤，四川遂宁（今遂宁市）人。明朝政治人物、进士出身。

## 生平
成化十九年（1483年）舉人，二十年（1484年）登进士。历任户部郎中，督税蓟州三年，为官清廉，三年满后将调任，当地官民上书请其留任，之后他改任河南参政。因病辞职归乡，著有《冰玉声》、《筹边有策》，因病在任內去世。